# Întotdeauna – Laura Stoica
Întotdeauna – Laura Stoica este o compilație cu piese din repertoriul solistei de muzică pop rock Laura Stoica, lansată la data de 29 martie 2021, prin intermediul casei de discuri Roton și a fundației ce poartă numele artistei. Albumul este disponibil atât în format fizic – compact disc, cât și digital, pe platformele de streaming audio (Spotify, Apple Music, Deezer și Tidal). Conține zece piese remasterizate: patru reluate de pe albumul Vino, două de pe Focul, câte una de pe ...Nici o stea și S-a schimbat, în timp ce „Călători în pustiu” (1990) și „Numai pentru tine, viață” (1991) apar pentru prima dată în discografia artistei, fiind mai puțin mediatizate anterior. Compilația de față reprezintă primul volum al seriei Colecția de aur propusă de Roton.

## Piese
1. Vis (Laura Stoica / Laura Stoica)
2. ...Nici o stea (Nicu Damalan / Laura Stoica)
3. Nu e prea târziu (Mihai Coman / Laura Stoica)
4. Călători în pustiu (Andrei Kerestely / Dan V. Dumitriu)
5. Un actor grăbit (Bogdan Cristinoiu / Andreea Andrei)
6. Noaptea (Laura Stoica, Remus Carteleanu / Laura Stoica)
7. E Rai (Laura Stoica / Laura Stoica)
8. Focul (Răzvan Mirică, Laura Stoica / Laura Stoica)
9. Numai pentru tine, viață (Marius Țeicu / Eugen Rotaru)
10. Aș vrea să le știu pe toate (Laura Stoica / Laura Stoica)